# Bryophaenocladius tirolensis
Bryophaenocladius tirolensis är en tvåvingeart som först beskrevs av Maurice Emile Marie Goetghebuer 1938.  Bryophaenocladius tirolensis ingår i släktet Bryophaenocladius och familjen fjädermyggor. Inga underarter finns listade i Catalogue of Life.